# Любимец 13
„Любимец 13“ е български игрален филм (комедия) от 1958 година на режисьора Владимир Янчев, по негов сценарий в съавторство с Любен Попов. Оператор е Георги Георгиев. Музиката във филма е композирана от Петър Ступел. Художник на постановката е Неделчо Нанев.

## Сюжет
Радослав и Радосвет са братя близнаци (и двете роли се играят от Апостол Карамитев) от Варна. Радослав играе в местен футболен отбор. На плажа се запознава с Елена (Гинка Станчева), красиво момиче от София, и се влюбва в нея.
Радосвет е противоположност на брат си — заплашен от съд за неплатени дългове, той решава да се възползва от приликата с брат си и да заеме мястото му. Докато Радослав заминава за София, за да търси Елена, Радосвет се представя за футболиста Гълъбов и приема предложението за голяма заплата от ведомствения отбор на софийското предприятие ДП „Витоша“, чийто директор Строгов (Пенчо Петров) е голям футболен запалянко. Следват поредица от комични случки, докато служителите на ДП „Витоша“ Гого (Георги Карев) и Пеци (Петко Карлуковски) се опитват да попречат на Рашо Чуков (Енчо Тагаров) и Гочо Полянски (Георги Парцалев) да привлекат Гълъбов в своите отбори в Русе и Пловдив.
В София Елена среща Радосвет и, обидена от нахалното му държане, му удря шамар. След този инцидент Елена случайно среща и Радослав, който изяснява недоразумението. Двамата отиват на мача, на който Радосвет играе с номер 13. След комични положения, предизвикани от него, отборът му губи мача и всички разбират за подмяната. Радослав получава предложение да остане в София, но отказва.

## Продукция
Идеята за филма е на популярния през 50-те години на 20-ти век спортен коментатор Любен Попов, който става съавтор на сценария, заедно с режисьора Владимир Янчев, за когото „Любимец 13“ е дебют в киното. Снимките са направени във Варна и София, като футболните сцени са от Стадион „Васил Левски“. В заснемането им участват играчи от софийските футболни отбори „Спартак“ (като отбор „Люлин“) и „Родни криле“ играещ по това време в Софийската Окръжна група (като отбор „Витоша“) с консултант по футбола Георги Пачаджиев.

## Състав

### Актьорски състав
| Роля                                                   | Изпълнител                                                                                     |
| ------------------------------------------------------ | ---------------------------------------------------------------------------------------------- |
| Радослав и Радосвет Гълъбови                           | Апостол Карамитев                                                                              |
| Елена Грънчарова                                       | Гинка Станчева                                                                                 |
| Старчето /Николай Младенов/                            | Любомир Бобчевски                                                                              |
| Баба Тинка                                             | Елена Хранова                                                                                  |
| Другаря Строгов                                        | Пенчо Петров                                                                                   |
| Въльо Вълчанов, треньор на ДП „Витоша“                 | Георги Раданов                                                                                 |
| Майката Невяна Гълъбова /майка на Радослав и Радосвет/ | Надежда Вакавчиева                                                                             |
| Гого                                                   | Георги Карев                                                                                   |
| Пеци                                                   | Петко Карлуковски                                                                              |
| Чистачката Кака Пена                                   | Магда Колчакова                                                                                |
| Рашо Чуков                                             | Енчо Тагаров                                                                                   |
| Гочо Полянски                                          | Георги Парцалев                                                                                |
| Оперен певец                                           | Любомир Бодуров                                                                                |
| Пазачът в парка                                        | Лео Конфорти                                                                                   |
| Съдия                                                  | Георги Калоянчев                                                                               |
| Другарката Филева, касиер в ДП „Витоша“                | Стоянка Мутафова                                                                               |
| Певица в ресторанта                                    | Мария Русалиева                                                                                |
| Бръснар                                                | Найчо Петров                                                                                   |
| Шофьор на тропей                                       | Коста Цонев                                                                                    |
| Съотборници на Гълъбов                                 | Иван Джамбазов Стефан Илиев Юрий Яковлев Евстати Стратев                                       |
| В епизодите участват                                   |                                                                                                |
| Саркис Мухибян                                         |                                                                                                |
| Б. Иванов                                              |                                                                                                |
| Динко Динев                                            |                                                                                                |
| Катя Зехирева                                          |                                                                                                |
| С. Атанасова                                           |                                                                                                |
| Георги Сарафов                                         |                                                                                                |
| К. Наумов                                              |                                                                                                |
| М. Притуп                                              |                                                                                                |
| Л. Притуп                                              |                                                                                                |
| Е. Митов                                               |                                                                                                |
| Х. Куновски                                            |                                                                                                |
| Р. Цветков                                             |                                                                                                |
| И. Йорданов                                            |                                                                                                |
| Д. Георгиев                                            |                                                                                                |
| Н. Дачев                                               |                                                                                                |
| М. Сиракова                                            |                                                                                                |
| П. Славчев                                             |                                                                                                |
| Л. Трифонов                                            |                                                                                                |
| Със специалното участие на:                            | Футболните отбори на „СПАРТАК“ и „РОДНИ КРИЛЕ — СОФИЯ“ Консултант по футбола: Георги Пачеджиев |

### Творчески и технически екип
| Режисьор            | Владимир Янчев                                                              |
| Сценарий            | Любен Попов Владимир Янчев                                                  |
| Оператор            | Георги Георгиев                                                             |
| Художник            | Неделчо Нанев                                                               |
| Музика              | Петър Ступел                                                                |
| Звукооператор       | Георги Кръстев                                                              |
| Втори оператор      | Георги Славчев                                                              |
| Костюми             | Вики Бениеш                                                                 |
| Декор               | Любен Тръпков                                                               |
| Архитект            | Петко Бончев                                                                |
| Комбинирани снимки: | Оператор: Симеон Симеонов Художник: Стоян Кьосовски                         |
| Асистент-режисьор   | Петър Баталов                                                               |
| Помощник режисьор   | Петър Каишев                                                                |
| Асистент-оператор   | Младен Колев                                                                |
| Монтаж              | Донка Димчева                                                               |
| Грим                | Манол Ловджиев                                                              |
| Директор на филма   | Димитър Геошев                                                              |
| Музиката изпълнява  | Оркестъра при Софийската държавна филхармония Диригент: Васил Стефанов      |
| Distributed by      | Българска кинематография Студия за игрални филми „София“ /Copyright © 1958/ |